# Михеле
Михеле (словен. Mihele, итал. Micheli) је насељено место у општини Хрпеље-Козина, Обално-Крашка регија, Словенија.

## Историја
До територијалне реорганизације у Словенији биле су у саставу старе општине Сежана.

## Становништво
У попису становништва из 2011. године, Михеле су имале 28 становника.
| Број становника према пописима | Број становника према пописима | Број становника према пописима |
| ------------------------------ | ------------------------------ | ------------------------------ |
| 1991                           | 2002                           | 2011                           |
| 38                             | 26                             | 28                             |

Напомена: Године 2010. умањено за део насеља који је припојен насељу Насирец.